# Tornados de abril de 2011 nos Estados Unidos

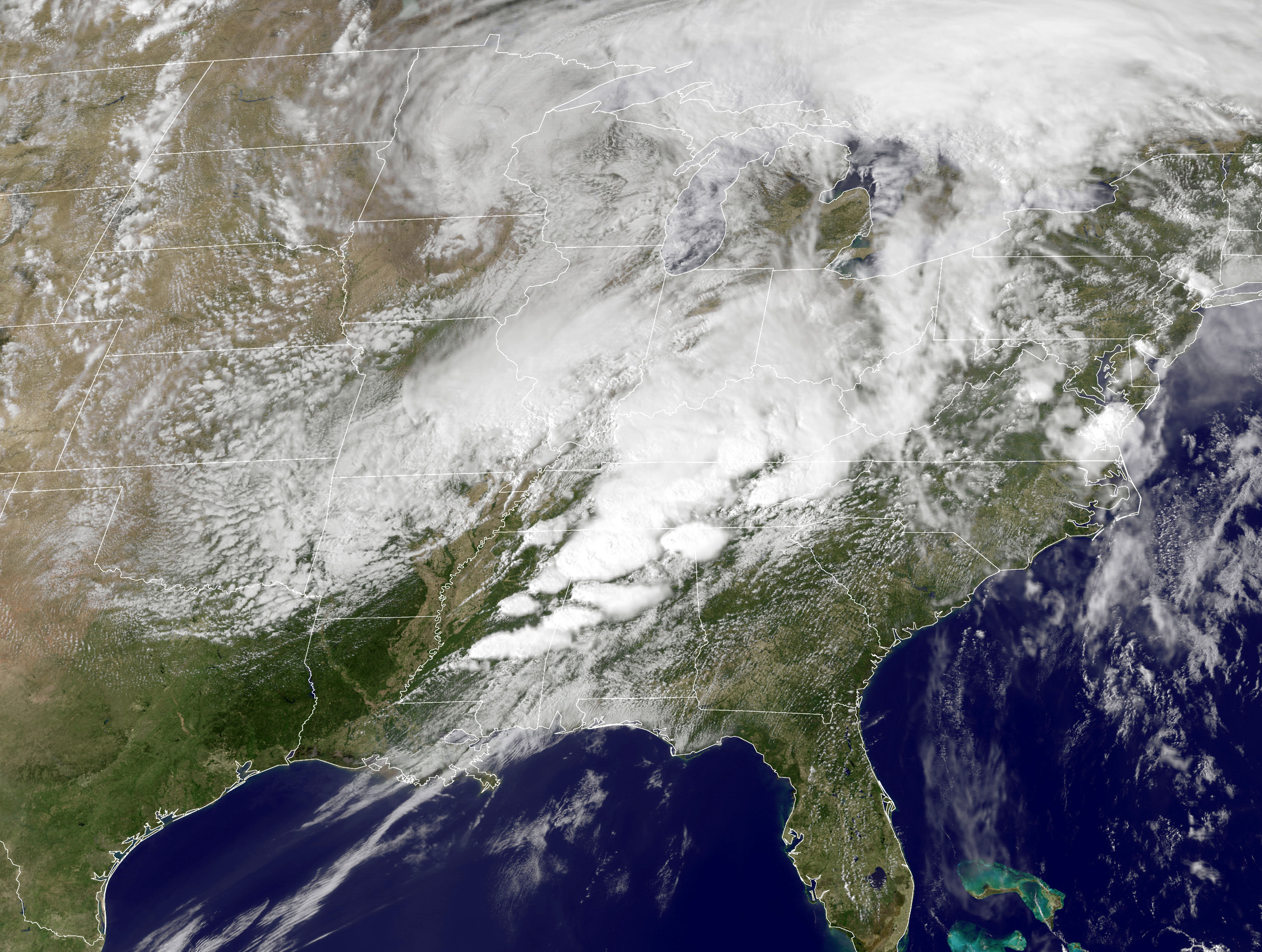
Áreas onde estão ou foram atingidas pelos tornados

Uma onda de tornados atingiu vários estados do sul, centro-oeste e leste dos Estados Unidos, entre 25 de abril e 28 de abril de 2011, provocando grande destruição, especialmente no Alabama. Também os estados de Arkansas, Geórgia, Mississipi, Carolina do Norte, Tennessee e Virgínia, entre outras áreas do sul e do leste do país, do Texas a Nova York, foram afetados. No dia 27 de abril registrou-se a maior quantidade de tornados já ocorrido nos Estados Unidos, desde o Super Outbreak de 3 de abril e 4 de abril de 1974.
Mais de 425 tornados foram relatados em quatro dias, incluindo 259 em 16 estados, em 27 de abril. Na noite de 27 de abril, o presidente Barack Obama decretou estado de emergência no Alabama, onde cerca de 36 pessoas morreram na cidade de Tuscaloosa, uma das mais devastadas do estado. Calcula-se que um milhão de pessoas esteja sem energia no Estado, e o governador Robert J. Bentley afirmou que o número total de mortos deve aumentar à medida que as equipes de resgate cheguem às áreas atingidas. Equipes da Guarda Nacional dos Estados Unidos foram enviadas ao Alabama para ajudar nos esforços de resgate, que contam com a participação de equipes de emergência e 2 mil soldados.
Segundo um balanço feito em 30 de abril, 342 pessoas morreram em seis estados, em decorrência da série de tornados e tempestades. Houve pelo menos 254 mortos no Alabama, 34 no Tennessee, 33 no Mississipi, 15 na Geórgia, 5 na Virgínia e um no Arkansas. O dia 27 de abril foi o terceiro mais letal já registrado nos EUA - depois das tempestades de 18 de março de 1925, quando 747 pessoas morreram no Missouri, em Illinois e Indiana, e do tornado de Tupelo-Gainesville, que causou mais de 436 mortes, em 1936.

## Sinopse meteorológica
Em 19 de abril, o Hydrometeorological Prediction Center começou a discutir esse sistema e a possibilidade de ocorrência de fortes tempestades no início da semana seguinte.

### 25 de abril

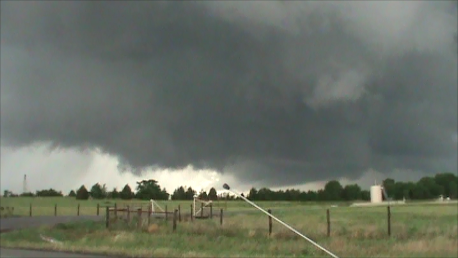
Supercélula em Teague no Texas em 25 de abril de 2011

Uma grande área de possível ocorrência de tempestades entre 25 e 27 de abril havia sido prevista quando o Storm Prediction Center (SPC), uma divisão do National Weather Service, emitiu alerta de tempestade para esses dias, concentrada no Arkansas e Tennessee. No final da tarde de 25 de abril, vários tornados haviam sido relatados em diferentes estados, sendo que dois deles, em Oklahoma e no Texas, causaram danos significativos. Às 3h25, o SPC emitiu o alerta de tornado para grande parte do Arkansas e partes de Missouri, Oklahoma, Texas e Louisiana. Tornados ocorreram naquele dia até o início da noite, quando um deles atingiu a área metropolitana de Little Rock. Também houve alerta de tornados em Vilonia. Os relatórios iniciais indicavam que um deles, com 800 metros a 4 km de extensão, causara danos importantes à cidade.

### 26 de abril
Um elevado risco de tempo severo foi emitido para para os estados da Luisiana, Arkansas, Oklahoma e Texas, também foi imitido um alerta ao longo da rodovia Interestadual 30. Um aviso de "situação particularmente perigosa com alta probabilidade de tornado" foi emitido na tarde do dia 26 para a mesma área.
Alertas de tornados também foram emitidos para a região dos lagos em Michigan nas primeiras horas do dia, e a noite alertas de tornados foram emitido no sul de Michigan. Em vários condados de Michigan foram emitido alertas de tornado, incluindo Kent, Montcalm, Ionia, Kalamazoo, Calhoun, Barry, Eaton, Midland, e Bay. Um possível tornado foi avistado em Kalamazoo, onde sete pessoas ficaram feridas. Mais a leste, tempestades severas causaram danos causados pelo vento e granizo em grande parte nos estado da Pensilvânia e Nova Iorque. Granizo com diâmetro aproximado de 5 centímetros foi relatado em Lock Haven, Pensilvânia. Uma supercélula isolada atravessou o centro do estado de Nova Iorque durante a maior parte da tarde, produzindo granizo do tamanho de bolas de golfe em Syracuse, e gerou um tornado categoria EF1 de breve duração em Verona Mills, causando basicamente danos em árvores. Outro tornado em Gilbertsville causou danos significativos em um campo de atletismo de uma escola.
Numerosos tornados tocaram o solo no Texas, Louisiana, Arkansas e muitos outros estados. A maioria dos tornados foram fracos, mas alguns causaram danos consideráveis. Um tornado de grande largura, categoria EF2, percorreu uma longa distância causando danos no Texas e Louisiana. Um tornado EF3 destruiu várias estruturas e causou danos severos em Fort Campbell, Kentucky.

### 27 de abril

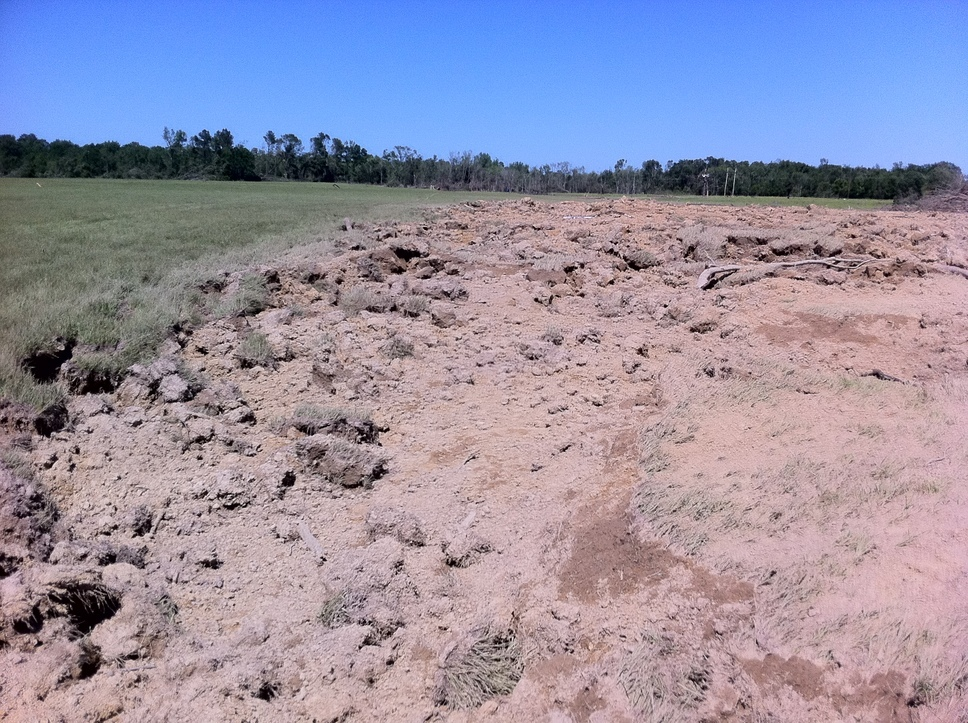
Terreno foi escavado perto de Philadelphia, Mississippi por um tornado EF5 de rápido movimento que matou três pessoas.

Pelo segundo dia consecutivo, o Storm Prediction Center (SPC) emitiu um alerta de alto risco de tempo severo para o sul dos Estados Unidos, e no fim da manhã o SPC aumentou a probabilidade de ocorrência de tornado para 45% ao longo de uma área que ia de Meridian, Mississippi até Huntsville, Alabama, uma emissão de alerta extremamente rara, excedendo os padrões normais dos comunicados de risco elevado de tempo severo. As condições atmosféricas foram se tornando gradualmente favoráveis para uma onda extrema de tornados. Durante a manhã, uma frente fria com várias áreas de baixa pressão embutidas se movia no leste do Texas para o nordeste, em direção ao Vale do Rio Ohio. Um distúrbio atmosférico em níveis elevados de altitude, que tinha se movido através do limite da frente fria no começo da noite anterior, gerou uma área de tempestades que se transformou em uma linha de instabilidade. Esta linha de tempestades severas seria responsável pela atividade tornádica durante o fim do dia 26 de abril até o fim da manhã do dia 27 de abril. De manhã cedo, a linha de instabilidade, acompanhada de ventos fortes e vários tornados, atravessou o estado da Louisiana e Mississippi, e então passou a afetar o norte e o centro do Alabama e algumas áreas ao leste e centro do Tennessee. A linha se fortaleceu enquanto se movia pelo Alabama, devido em parte à alta umidade em superfície proveniente do Golfo do México e aumento do windshear. Uma célula de tempestade que começou no condado de Cullman, Alabama produziu um destrutivo tornado EF2 que afetou a comunidade de Holly Pond. A célula produziria mais de dez tornados (a maioria EF1) no nordeste do condado de Marshall e outro EF1 no condado de Dade, Geórgia, entre outros tornados. As tempestades causaram quedas generalizadas de energia e de telefones no Alabama e no Tennessee. A linha de tempestades também causou a interrupção de alguns transmissores do NOAA que fornecem alertas do tempo via rádio. Como resultado, muitas pessoas não foram alertadas da aproximação dos tornados mais tarde naquele dia.
Do fim da manhã até o começo da tarde, outra linha de instabilidade se moveu pelo norte do Mississippi e Alabama devido aos altos níveis de windshear e umidade em superfície que persistiam. Desta vez, entretanto, várias supercélulas discretas se desenvolveram ao longo e à frente da linha de instabilidade, gerando sete tornados de fraca intensidade nos condados de Morgan, Limestone e Madison, no norte do Alabama.
Durante a tarde, enquanto os índices de windshear e umidade em superfície continuaram a aumentar dramaticamente, um aviso especial (tornado emergency) foi declarado para o condado de Neshoba, Mississippi, pois um grande tornado foi avistado por observadores de tempestades e por uma câmera instalada na torre de transmissão da WTOK-TV em Meridian, Mississippi. Este poderoso tornado EF5 causou danos catastróficos na área nordeste de Philadelphia, Mississippi, onde casas foram varridas, veículos foram lançados ao ar e o terreno em alguns locais foi escavado em até 61 centímetros de profundidade pela força do tornado. Três pessoas morreram quando um trailer foi jogado a uma distância de 270 metros, sendo totalmente destruído. Devido à deterioração das condições atmosféricas durante a tarde, o SPC emitiu um aviso de "situação particularmente perigosa" às 1h45 CDT (18h45 UTC) para grande parte do Alabama e alguns locais de Mississippi, Tennessee e Geórgia. Um complexo de supercélulas se estendeu pelos estados de Mississippi e Alabama e tornados violentos começaram rapidamente a tocar o solo no começo da noite. Quatro tornados foram oficialmente classificados como EF5, nível máximo na Escala Fujita Melhorada, neste dia. Esses tornados afetaram vários condados nos estados de Mississippi e Alabama, especialmente as cidades de Smithville, Mississippi; Hackleburg e Phil Campbell, Alabama; Philadelphia, Mississippi; e Rainsville, Alabama. É o segundo dia na historia (o outro sendo o dia 3 de abril de 1974 “Super Oubreak”) em que houve mais que dois tornados F5/EF5.
Um tornado perigoso e destrutivo atingiu a cidade de Cullman, Alabama por volta das 15h00 CDT (20h00 UTC). Este grande tornado de múltiplos vórtices foi filmado por várias câmeras instaladas em torres das estações de tv, como por exemplo a WBRC (canal 6), afiliada à Fox e a WBMA-LD/WCFT-TV/WJSU-TV (canais 58, 33, and 40) afiliada à ABC, nos arredores de Birmingham. O tornado causou destruição generalizada no centro de Cullman, uma cidade de aproximadamente 20 000 pessoas; o tornado foi classificado como um EF4. A conta final foi de 867 residências e 94 comércios danificados em Cullman. Por volta das 16h00 CDT (21h00 UTC), um tornado atingiu o condado de Lawrence, Alabama, causando danos severos e matando dezenas de pessoas. Às 15h10 CDT (22h10 UTC) aproximadamente, um tornado excepcionalmente grande e destrutivo atingiu Tuscaloosa, Alabama, e 40 minutos mais tarde, o mesmo tornado chegou à parte norte dos subúrbios da vizinha Birmingham. Uma declaração de emergência devido ao tornado foi emitida para as duas cidades, junto com muitas outras cidades naquele dia. Muitas estações de tvs locais capturaram imagens deste tornado que percorreu uma grande distância nessas cidades. Uma nuvem de destroços foi captada pelo radar Doppler banda S (NEXRAD) de Birmingham, indicando que o tornado estava causando danos extremos. Fotos dos locais mostraram devastação total. O caminho percorrido pelo fenômeno atingiu pequenas comunidades que já haviam sido afetadas pelos tornados categoria F4 de abril de 1956, F5 de abril de 1977 e F5 abril de 1998 que passaram pela área de Birmingham. A supercélula responsável pelo tornado EF4 de Tuscaloosa/Birmingham teve origem sobre o condado de Newton, Mississippi às 2:54 p.m. CDT (19:54 UTC) e percorreu 610 km até o condado de Macon, Carolina do Norte quando se dissipou às 22h18 CDT (03h18 UTC). A supercélula também gerou o tornado EF4 em Ohatchee/Piedmont, Alabama, bem como um tornado EF3 à nordeste de Cartersville, Geórgia. Várias cidades pequenas do Alabama como Hackleburg, Phil Campbell, Rainsville, Harvest, Hueytown, Pleasant Grove, Tanner, e Concord também sofreram danos catastróficos.
Uma área secundária de tempo severo também se desenvolveu naquela tarde e noite ao longo da rodovia Interestadual 81, partindo do centro/norte da Virgínia, se movendo rumo ao norte, passando por Maryland, Pensilvânia e Nova Iorque, continuando até as primeiras horas do dia 28 de abril. Muitos tornados tocaram o solo nestas áreas também. Apesar de a maioria ser de fraca intensidade, alguns mais fortes, de forma isolada, foram notados em Nova Iorque e Pensilvânia. Um tornado EF2 tocou o solo perto da cidade de Halifax, Virginia, e causou danos severos em casas da área, resultando em uma morte. Alertas de tornado foram emitidos para a região sul de Ontário e até para locais bem mais ao norte, como em Ottawa por exemplo; mais tarde foi confirmado a ocorrência de um tornado em Fergus, Ontário.

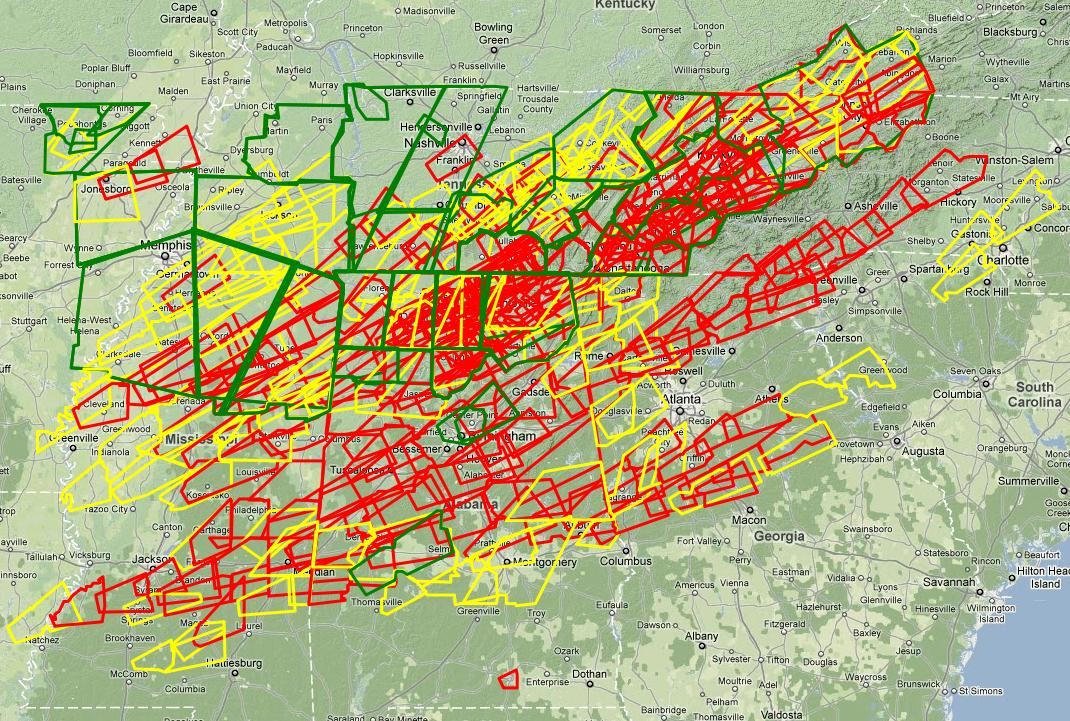
Mapa de todos os alertas de tornado (vermelho), tempestade severa (amarelo), e inundação (verde) emitidos no dia 27 de abril

Poderosos tornados também tocaram o solo no Tennessee naquele começo de noite. Um violento EF4 atingiu a cidade de New Harmony, onde casas foram totalmente destruídas, veículos foram arremessados a grandes distâncias, e quatro pessoas morreram. Dois EF3 cruzaram seus caminhos nos condados de Greene e Washington com diferença de poucas horas um do outro, resultando em 8 fatalidades. As comunidades rurais de Horse Creek e Camp Creek sofreram danos pesados. Um grande tornado EF4 abriu um caminho de aproximadamente 800 m de largura e 23 km de comprimento na floresta de Great Smoky Mountais National Park. Em Chilhowee Lake, grandes torres de transmissão de energia elétrica foram arrancadas de seus suportes de concreto e lançadas ao ar.
Uma avaliação feita pelas autoridades de gerenciamento de emergências por todo o estado do Alabama contabilizaram 249 fatalidades, 23 delas não provocadas por tornados. Os danos e as quedas de energia na área de Huntsville foram tão generalizados que, em um determinado momento, mais de 650 000 pessoas estavam sem energia elétrica no sistema controlado pela companhia Tennessee Valley Authority. O tornado que passou pelo condado de Limestone danificou seriamente as linhas de transmissão elétrica vindas da central nuclear de Browns Ferry. Essas torres transmitiam a maior parte da energia elétrica de uma extensa área do norte do Alabama e algumas localidades ficaram sem energia por duas semanas. O tornado por pouco não atingiu a prisão estadual Limestone Correctional Facility que, menos de um ano mais tarde, seria atingida por outro tornado. Danos severos, incluindo 20 mortes, também ocorreram em Ringgold, Geórgia; Apison, Tennessee; e Cleveland, Tennessee devido a um violento tornado EF4. Outro violento e mortífero EF4 passou pela cidade de Ohatchee, Alabama, destruindo muitas casas e matando 22 pessoas. Outros tornados destrutivos dignos de nota ocorreram nesse dia nas cidades ou arredores de New Wren, Mississippi; Enterprise, Mississippi; Cordova, Alabama; Trenton, Geórgia; Lake Martin, Alabama; and Eoline, Alabama.
O Storm Prediction Center recebeu 292 relatos de tornados nas 24 horas precedentes. Por isso foi quebrado o recorde de tornados relatados em 24 horas com 211 ocorrências nos Estados Unidos contando de meia-noite à meia-noite CDT (05h00-05h00 UTC) superando o recorde de 147 ocorrências (em ambos os casos, excluindo-se os tornados confirmados fora dos Estados Unidos que fizeram parte do mesmo fenômeno) atingido pelo Super Outbreak de 1974. Dos 211 relatos, 59 ocorreram no Alabama e 71 no Tennessee. Portanto, esses 2 estados foram atingidos por mais da metade dos tornados do dia 27 de abril. Neste único dia, o National Weather Service em Huntsville, Alabama, emitiu 92 avisos de tornado, 31 avisos de tempestade severa e 7 avisos de inundação repentina.

### 28 de abril
Avisos de condições atmosféricas favoráveis à ocorrência de tornados foram emitidos para a costa do Atlântico, do estado da Pensilvânia até a Flórida na primeiras horas da madrugada e continuaram pela manhã e começo da tarde, mas a previsão era de tornados mais fracos e isolados. Mesmo assim, várias pessoas foram mortas na região e houve ocorrências de tornados na Pensilvânia, Nova Iorque, Virgínia, Carolina do Norte, Carolina do Sul, Geórgia, Flórida, e Maryland. Nenhum tornado foi relatado em Nova Jersey ou Washington, D.C. Na sequência dos tornados e tempestades severas, enchentes generalizadas atingiram o Meio-Oeste, Sul e a Costa Leste, com amplas inundações e a emissão de avisos de inundações repentinas. Um tornado EF3 particularmente destrutivo tocou o solo da cidade de Glade Spring, Virgínia bem no começo da manhã, causando 3 mortes. Outros tornados mais fortes causaram danos severos e algumas fatalidades no estado da Geórgia durante a manhã. Os últimos tornados desta onda tocaram o solo na parte da tarde no leste da Carolina do Norte, que já havia sido duramente afetada pela onda de tornados do dia 16 de abril do mesmo ano, mas dessa vez eles foram todos de fraca intensidade. O sistema moveu-se para o Oceano Atlântico no começo da noite e, com a exceção de tempestades isoladas sobre o centro da Flórida naquela noite até as primeiras horas de 29 de abril, não houve mais ocorrências de tornados.